# Чистотел азиатский
Чистотел азиатский (лат. Chelidonium asiaticum) — вид двудольных растений рода Чистотел (Chelidonium) семейства Маковые (Papaveraceae).
Первоначально был описан японским ботаником Хироси Харой как подвид чистотела большого (Chelidonium majus) — Chelidonium majus subsp. asiaticum H.Hara, а в 1982 году был выделен в отдельный вид чешским ботаником Анной Крахулковой на основании морфологического и кариологического анализа.

## Распространение
Известен из Восточной Азии.

## Ботаническое описание
Травянистое растение.
Цветки четырёхлепестковые.
Число хромосом: 2n = 10.
Ядовито.

## Значение
Культивируется как декоративное и лекарственное растение.

## Синонимы
По информации базы данных The Plant List (2013), в синонимику вида входят следующие названия:
- Chelidonium majus subsp. asiaticum H.Hara
- Chelidonium majus var. hirsutum Trautv. & C.A.Mey.